# 伞陂镇
伞陂镇，是中华人民共和国河南省信阳市潢川县下辖的一个乡镇级行政单位。

## 行政区划
伞陂镇下辖以下地区：
伞陂村、陈集村、邬堰村、古城东村、古城西村、长青村、林寨村、黄堰村、古塘村、杨集村、瓦子岗村、唐庙村、贺堰村、余营村、苏大塘村和万大桥村。